# Сеређ
Сеређ (слч. Sereď, мађ. Szered) град је у Словачкој, који се налази у оквиру Трнавског краја.

## Географија
Сеређ је смештен у западном делу државе. Главни град државе, Братислава, налази се 55 км југозападно од града.
Рељеф: Сеређ се развио у словачком делу Панонске низије, на њеној крајњем северозападу. Подручје око град је равничарско, на приближно 130 m надморске висине.
Клима: Клима у Сеређу је умерено континентална.
Воде: Сеређ се налази на реци Вах, најважнијој реци у држави. Река дели град на јужни и северни део.

## Историја
Људска насеља на овом простору датирају још из праисторије. Насеље под данашњим именом први пут се спомиње 1313, као место насељено Словацима. Током следећих векова град је био у саставу Угарске као обласно трговиште.
Крајем 1918. Сеређ је постао део новоосноване Чехословачке. У време комунизма град је нагло индустријализован, па је дошло до наглог повећања становништва. После осамостаљења Словачке град је постао њено значајно средиште, али је дошло до привредних тешкоћа у време транзиције.

## Становништво
| Година:    | 1994.  | 2004.   | 2014.   | 2024.   |
| ---------- | ------ | ------- | ------- | ------- |
| Број људи: | 17 567 | 17 286  | 15 993  | 15 059  |
| Разлика:   |        | -1,59 % | -7,48 % | -5,84 % |

| Година:    | 2023.  | 2024.   |
| ---------- | ------ | ------- |
| Број људи: | 15 166 | 15 059  |
| Разлика:   |        | -0,70 % |

Данас Сеређ има око 17.000 становника и последњих година број становника полако расте.
Етнички састав: По попису из 2001. састав је следећи:
- Словаци - 96,2%%,
- Мађари - 1,3%%,
- Чеси - 0,9%%,
- Роми - 0,7%%,
- остали.

Верски састав: По попису из 2001. састав је следећи:
- римокатолици - 72,5%,
- атеисти - 20,8%%,
- лутерани - 2,0%,
- остали.

## Галерија
- Здање општинске управе
- Римокатоличка црква
- Градски дом културе
- Тржни центар у Сеређу